# Столыпино (Саратовская область)
Столы́пино — село Балтайского района Саратовской области. С 1930 по 1996 год село называлось Калинино.

## Инфраструктура
В селе действует дом-интернат.
В селе построена новая церковь благоверного князя Димитрия Донского (архитектор Д. В. Голубинов).
В 2001 году в селе был открыт физкультурно-оздоровительный комплекс.
30 апреля 1996 года в селе был торжественно открыт бюст Петра Столыпина.

### Уличная сеть
Село имеет улицы: ул 40 лет Победы, им А. И. Бирюкова, Колхозная, Лесная, Молодёжная, Новая, Первомайская, Советская.

## Население
| 2002 | 2010 |
| ---- | ---- |
| 715  | ↘670 |

## Известные уроженцы
В селе Столыпино родились учёный Александр Скафтымов, государственные и партийные деятели Максим Старостин и Дмитрий Аяцков.